# Xuanhan
Xuanhan  (en chino, 宣汉; pinyin, Xuān·Hàn (escuchar)ⓘ) es un condado  bajo la administración directa de la Prefectura Dazhou en la Provincia de Sichuan, República Popular China.  Su área es de  km² y su población total para 2010 superó los  mil habitantes. 

## Administración
Desde junio de 2023, el  Condado Xuanhan  se divide en 37 pueblos que se administran en 2 subdistritos, 28  poblados, 3 villas y 4 villas étnicas. 

## Toponimia
El topónimo Xuanhan [/suán-ján/] apareció en 1915 con la aprobación para cambiar los nombres repetidos de los condados en las provincias. Antiguamente se llamaba Dongxiang (东乡) y formaba parte del Condado Xuanhan, de ahí su nombre. Según Registros Geográficos (寰宇记): el río Xuanhan (宣汉水) tiene su fuente al este del condado, y de ese cuerpo de agua toma su nombre.
Otra interpretación se presenta desglosando los sinogramas Xuan que significa 'propagar' y Hang hace referencia a la dinastía Han, lo que resulta en 'promover la causa de los Han'.